# 德雷富斯角

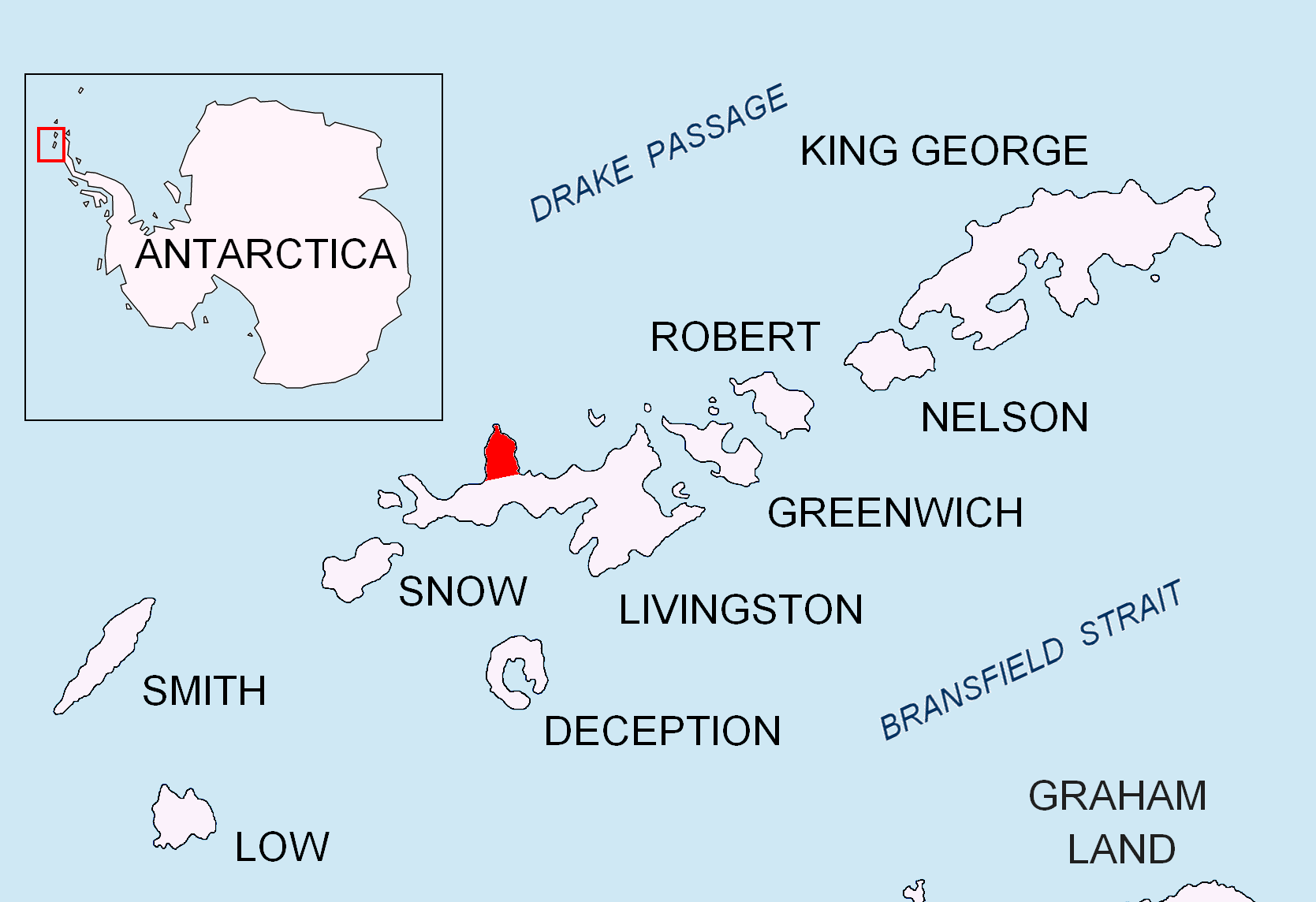

德雷富斯角（英語：Dreyfus Point）是南極洲的海岬，位於南設得蘭群島的利文斯頓島西部，處於謝薩角東北面2公里、水星號海崖西南面3.15公里和希里夫角西南面7公里的若望保祿二世半島西岸，現時由南極條約體系管理。